# 菱形大羽介
菱形大羽介（学名：Meganopteron rhombiformis）为尾花介科大羽介屬下的一个种。